# Graveyard
Graveyard er et hård-rock band fra Göteborg, Sverige. De blev dannet i 2006.

## Historie
Joakim Nilsson, Rikard Edlund (begge tidligere medlemmer af Norrsken), Axel Sjöberg og Truls Mörck dannede bandet Graveyard i 2006. Da Norrsken gik i opløsning i 2000, dannede guitaristen Magnus Pelander folk metal bandet Witchcraft og Nilsson og Edlund blev en del af blues rock bandet Albatros. Sjöberg spillede trommer i Albatros. Det blev gradvist et mere seriøst projekt, samtidig med at de blev mere utilfredse med deres lyd. Da Albatros gik i opløsning blev Nilsson og Edlund enige om at søge tilbage mod deres rødder. Nilsson forklarer i et interview ”Jeg er sanger, men i Albatros spillede jeg kun guitar. Rikard Edlund spillede guitar, men han er bassist. Vi ville også have en mere direkte rock lyd.”
Sammen med Sjöberg og guitarist/sanger Truls Mörck begyndte de at øve som Graveyard. Under indspilningerne til deres debut udgivelse blev Truls Mörck udskiftet med guitaristen Jonatan Ramm. De har udgivet fire album; ”Graveyard” (2008), ”Hisingen Blues” (2011), "Lights Out" (2012) og Innocence & Decandence (2015).
Bandet har blandt andet turneret med og åbnet for grupper som Clutch, Iron Maiden, Motörhead, Deep Purple og Soundgarden.
Gruppen offentliggjorde d. 23. september 2016 via deres facebookside, at de ville holde pause, og at de ikke vidste, om, eller hvornår, de ville fortsætte igen. Den 26. januar 2017 blev det dog offentliggjort, at bandet Graveyard var åbent igen, og at albumindspilning og koncertspilning ville fortsætte - dog med en ny trommeslager. Det er endnu uvist, hvem der tager Axel Sjöbergs plads som trommeslager.
| Musikgruppe | Spire Denne artikel om en svenske musikgruppe er en spire som bør udbygges. Du er velkommen til at hjælpe Wikipedia ved at udvide den. |